# Castell de Castellfollit del Boix
Castell de Castellfollit del Boix és un castell en ruïnes del municipi de Castellfollit del Boix (Bages). És una obra declarada bé cultural d'interès nacional. Al costat hi ha la parròquia de Sant Pere.

## Descripció
Del castell de Castellfollit del Boix només es conserven unes parts alçades sobre la roca natural al sector de tramuntana d'uns 5-4 m d'alt i d'una gruixària variable (1,30 a 1,35 m fins a 4 m). L'aparell és fet amb blocs de pedra de mides diferents units amb morter de calç. Les poques restes conservades no permeten conèixer com era aquesta defensa.

## Història
És un castell termenat documentat el 1063. Aquest castell era una peça fonamental en la xarxa de defensa del Bages atesa la seva situació estratègica. El castell apareix documentat l'any 967, dominat per la família Calders que el tenia en alou pels vescomtes d'Osona. El domini dels Calders va finir al segle xii car a partir del segle xiii els senyors són els Òdena. Aquesta família adquirí dels procuradors reials el mer i mixt imperi i tota la jurisdicció del castell l'any 1393. Al segle xvi eren administradors l'Hospital de la Santa Creu de Barcelona, els quals conservaren el domini fins a l'abolició dels drets jurisdiccionals.